# Víctor Amadeo de Saboya
Víctor Amadeo de Saboya (Turín, 6 de mayo de 1699 - id. 22 de marzo de 1715), era hijo mayor de Víctor Amadeo II de Cerdeña y de Ana María de Orleans. Fue el presunto heredero de Saboya desde su nacimiento hasta su muerte. Actuó como regente de Saboya, desde septiembre de 1713 hasta septiembre de 1714 en las ausencias de su padre.

## Primeros años

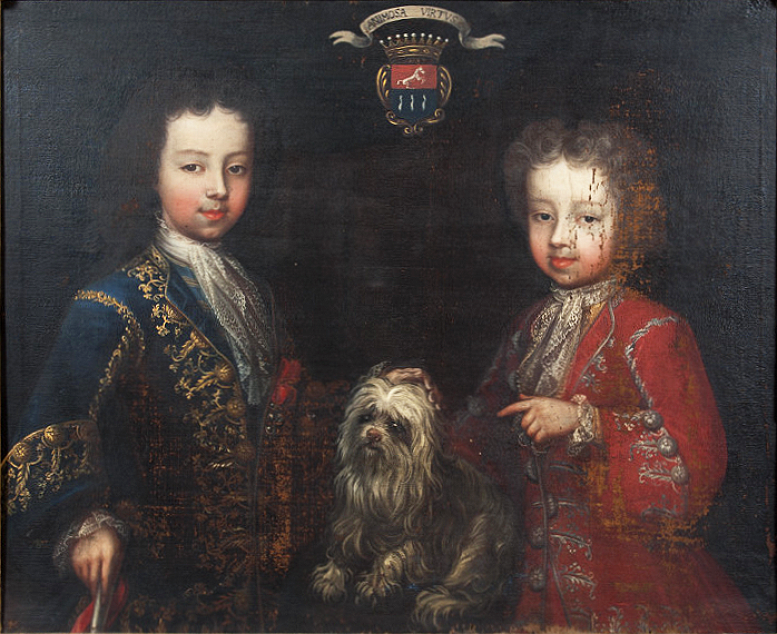
Presunto retrato de Víctor Amadeo (izquierda) y su hermano menor Carlos Manuel hacia 1705, retrato conservado en el Castillo de Racconigi.

Fue el quinto, pero primer hijo varón de Víctor Amadeo II de Saboya y de su esposa Ana María de Orleans (sobrina de Luis XIV, y hija de Felipe I de Orleans y de Enriqueta Ana Estuardo). Víctor Amadeo nació en una época en que la Casa de Saboya estaba en necesidad de un heredero varón, ya que la ley sálica prohibía a las mujeres heredar el trono. Su nacimiento fue recibido con gran festejo y durante toda su vida, su salud fue cuidada con atención. Como hijo mayor, permaneció cerca de su padre durante toda su vida, quién a su vez lo adoraba. También disfrutó de una relación estrecha con su madre, que, a pesar del protocolo, estaba criando a sus hijos sola, algo bastante inusual entre la realeza de la época. 
Durante la batalla de Turín, él, su madre, su abuela y su hermano menor, Carlos Manuel, tuvieron que huir de Turín por su seguridad e ir a Génova. Su padre participó en la batalla que se desarrolló al oeste de la ciudad. El príncipe fue trasladado del cuidado femenino en 1708.
Fue hermano menor de María Luisa Gabriela de Saboya, reina consorte de España, como esposa del rey Felipe V de España y de María Adelaida de Saboya, delfina de Francia, al ser la esposa del duque de Borgoña.

## Regencia
En 1713, hacia el final de la Guerra de Sucesión Española gracias al Tratado de Utrecht, Sicilia fue cedida a su padre, y como tal, Víctor Amadeo se convirtió en el heredero de un reino en lugar de un ducado soberano. En septiembre de ese mismo año, sus padres partieron hacia Palermo con el fin de ser coronados oficialmente, y por negación de su abuela, María Juana de Saboya, fue a Víctor Amadeo a quién se le otorgó la regencia durante la ausencia de su padre. Su regencia terminó cuando su padre volvió en septiembre de 1714. 
Las tensas relaciones entre Saboya y Austria, dieron lugar a un posible matrimonio entre Víctor Amadeo y la archiduquesa María Amelia de Austria, hija del fallecido José I, pero todo esto fue ignorado por su padre. También hubo negociaciones de matrimonios con la Infanta Francisca de Portugal e Isabel Farnesio.

## Muerte
El príncipe Víctor Amadeo murió en Turín, el 22 de marzo de 1715, después de haber cogido la viruela. Fue enterrado en la Catedral de Turín y en 1786 se lo trasladó a la Basílica de Superga. Su cuerpo se encuentra en el Sala degli Infanti (Salón de los Infantes). Su hermano menor Carlos Manuel, lo sucedió como heredero.